# Simonetta Agnello Hornby
Simonetta Agnello Hornby, né en 1945 à Palerme, est une écrivaine italienne, naturalisée britannique.

## Biographie
Elle passe sa jeunesse en Sicile, où elle obtient un doctorat en droit en 1967. Elle est spécialisée en droit des enfants et est avocate et juge en Angleterre, où elle a émigré après avoir épousé un citoyen britannique. 
Elle vit à Londres depuis 1972 et est présidente d'un tribunal spécial pour les besoins éducatifs et les handicapés.
Elle fonde, en 1979, un cabinet d'avocats dans le quartier londonien de Brixton, qui s'occupe principalement des communautés d'immigrants musulmans et des noirs. Il est le premier en Angleterre à avoir un département se consacrant aux violences familiales. 
Elle a enseigné le droit à l'université de Leicester. 
Son premier roman, L'Amandière, est un best-seller qui est traduit en douze langues et reçoit plusieurs prix, dont le prix Stresa.

## Œuvres en français
- L'Amandière, [« La Mennulara »], trad. de Fanchita Gonzalez Batlle, Paris, Éditions Liana Levi, coll. « Fiction étrangère », 2003, 304 p.  (ISBN 978-2-86746-330-3)
- La Tante marquise, [« La zia marchesa »], trad. de Fanchita Gonzalez Batlle, Paris, Éditions Liana Levi, coll. « Littérature », 2005, 444 p.  (ISBN 978-2-86746-391-4)
- Le Secret de Torrenova, [« Boccamurata »], trad. de Delphine Gachet, Paris, Éditions Robert Laffont, coll. « Roman étranger », 2009, 340 p.  (ISBN 978-2-221-10982-3)

## Distinctions
- Grand officier de l'ordre de l'Étoile d'Italie en 2017 pour son engagement civique[2].